# Prospekt
Prospekt je službeni dokument koji se sastavlja i objavljuje prilikom uvrštenja vrijednosnih papira na burzu. Prospekt sadrži podatke kao što su broj, vrsta, nominalna vrijednost i prava koja stječe vlasnik vrijednosnih papira koji se uvrštavaju na burzu, kao i podatke o ranije izdanim vrijednosnim papirima izdavatelja, podatke o poslovanju izdavatelja u prethodnih nekoliko godina i slično. vrijednosnih papira.